# تامغا تزضان (آيت إيمكر)
تامغا تزضان هو دُوَّار يقع بجماعة التوامة، إقليم الحوز، جهة مراكش آسفي في المملكة المغربية. ينتمي الدوّار لمشيخة آيت إيمكر التي تضم 19 دوار. يقدر عدد سكانه بـ 820 نسمة حسب الإحصاء الرسمي للسكان والسكنى لسنة 2004.

## روابط خارجية
- البوابة الوطنية للجماعات الترابية نسخة محفوظة 12 مارس 2018 على موقع واي باك مشين.
- المندوبية السامية للتخطيط